# Orlando Sá
Orlando Carlos Braga de Sá, kortweg Orlando Sá, (Barcelos, 26 mei 1988) is een Portugees voetballer die als aanvaller speelt.

## Clubcarrière
Orlando Sá begon bij Braga en werd in 2009 voor drie miljoen euro aangetrokken door Porto. Een doorbraak bleef uit en in 2011 ging hij transfervrij naar Fulham. Ook daar kwam hij weinig aan spelen toen en in de zomer van 2012 werd zijn contract ontbonden. Op Cyprus bij AEL Limassol kende Sá daarna een sterke periode en ook bij het Poolse Legia Warschau was hij succesvol. In 2015 tekende hij voor drie seizoenen bij Reading maar na een half seizoen verkaste hij naar Maccabi Tel Aviv waar hij een contract voor drieënhalf jaar tekende. In de zomer van 2016 ging Sá naar Standard Luik waar hij voor vier seizoenen tekende. Sá eindigde zijn eerste seizoen bij Standard als topschutter van het team met 17 goals. Op 28 februari 2018 vertrok Sá naar het Chinese Henan Jianye voor een bedrag van zo'n 8 miljoen euro. In juli 2018 keerde hij echter al terug naar Standard Luik. Naar aanleiding van de Coronacrisis in België gaf Sá commentaar hoe dat België die aanpakte aan de Portugese media. Naar aanleiding hiervan en omdat Sá niet meer voorkwam in de plannen van Standard werd zijn contract wederzijds verbroken.

## Statistieken
| Seizoen | Club                | Land              | Competitie                      | Duels | Doelp. |
| ------- | ------------------- | ----------------- | ------------------------------- | ----- | ------ |
| 2007/08 | SC Braga            | Vlag van Portugal | Primeira Liga                   | 0     | 0      |
| 2007/08 | → SC Maria da Fonte | Vlag van Portugal | Campeonato Nacional de Seniores | 26    | 6      |
| 2008/09 | SC Braga            | Vlag van Portugal | Primeira Liga                   | 11    | 2      |
| 2009/10 | FC Porto            | Vlag van Portugal | Primeira Liga                   | 2     | 0      |
| 2010/11 | → CD Nacional       | Vlag van Portugal | Primeira Liga                   | 16    | 3      |
| 2011/12 | Fulham FC           | Vlag van Engeland | Premier League                  | 7     | 1      |
| 2012/13 | AEL Limassol        | Vlag van Cyprus   | A Divizion                      | 16    | 5      |
| 2013/14 | AEL Limassol        | Vlag van Cyprus   | A Divizion                      | 19    | 13     |
| 2014/15 | Legia Warschau      | Vlag van Polen    | Ekstraklasa                     | 33    | 14     |
| 2015/16 | Reading FC          | Vlag van Engeland | Championship                    | 19    | 5      |
| 2015/16 | Maccabi Tel Aviv    | Vlag van Israël   | Ligat Ha'Al                     | 10    | 2      |
| 2016/17 | Standard Luik       | Vlag van België   | Jupiler Pro League              | 28    | 17     |
| 2017/18 | Standard Luik       | Vlag van België   | Jupiler Pro League              | 24    | 10     |
| 2018    | Henan Jianye        | Vlag van China    | China Super League              | 5     | 1      |
| 2018/19 | Standard Luik       | Vlag van België   | Jupiler Pro League              | 18    | 1      |
| Totaal  | Totaal              | Totaal            | Totaal                          | 234   | 80     |

## Interlandcarrière
Nadat hij actief was als jeugdinternational, debuteerde Orlando Sá op 11 februari 2009 voor het Portugees voetbalelftal in een vriendschappelijke wedstrijd tegen Finland waar hij na 56 minuten inviel voor Hugo Almeida.

## Privé
Hij is samen met zangeres Sabrina, die Portugal vertegenwoordigde op het Eurovisiesongfestival 2007. Het paar heeft één kind.